# Marin Marić
Marin Marić (Metković, 22. kolovoza 1996.) je hrvatski rukometaš koji trenutno igra u hrvatskom klubu RK Metković-Mehanika. Igra na poziciji srednjeg vanjskog, a ponekad i pivota.

## Životopis
Već 2003. godine počeo je igrati za RK Metković 1963. Godine 2015., napušta Metković zbog fakulteta i pridružuje se RK Splitu, gdje i dan danas igra srednjeg vanjskog u prvoj postavi. Napustio je fakultet za informatiku te je nešto kasnije upisao pravni fakultet.